# Champagne and Aishihik First Nations
Die Champagne and Aishihik First Nations (CAFN) (Eigenbezeichnung: Shadhäla yè Äshèyi Kwädän) bilden zusammen eine der drei kanadischen First Nations im Yukon der Südlichen Tutchone.

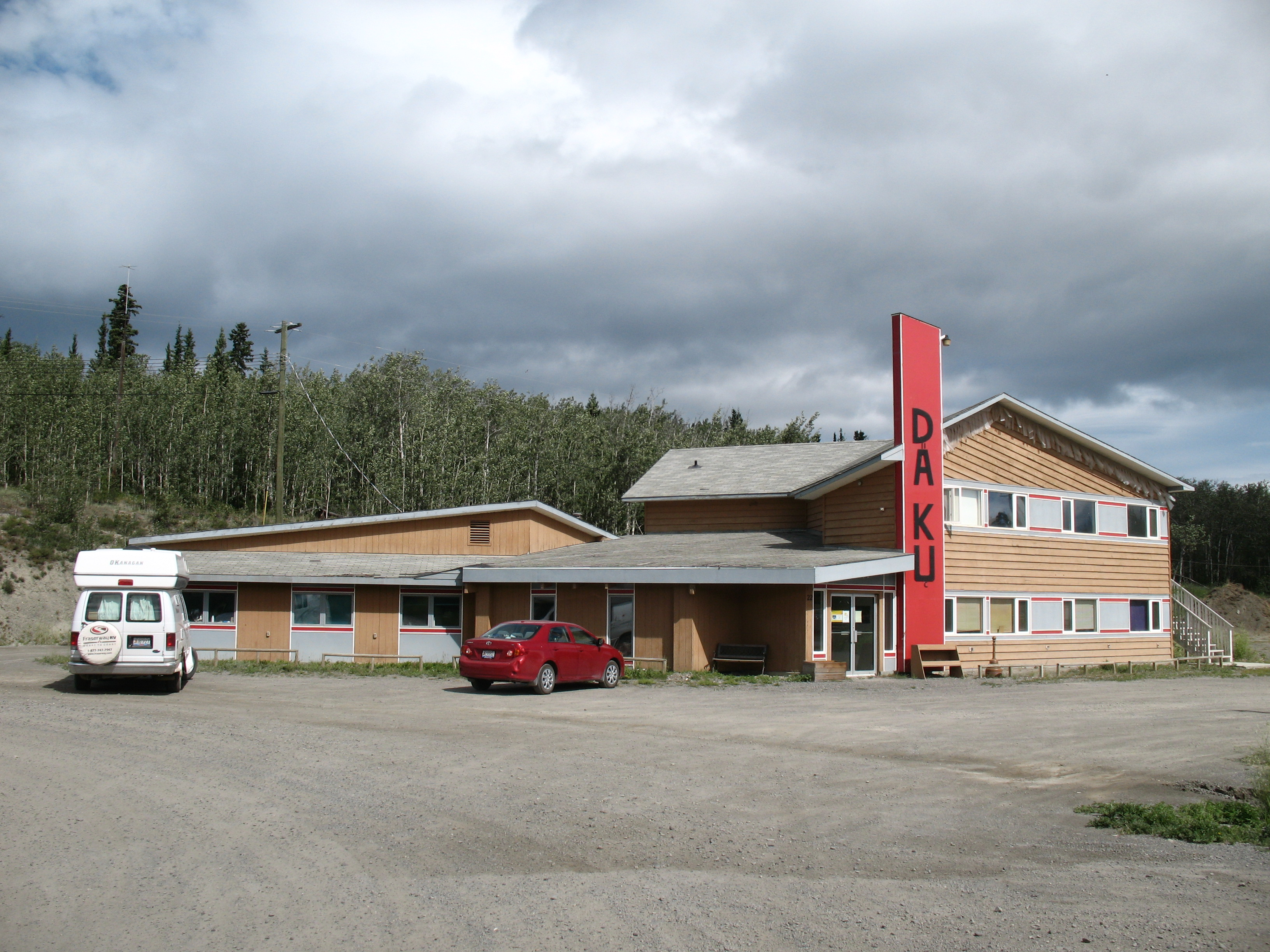
Informationszentrum der First Nations. Dort befindet sich eine Dauerausstellung zu Geschichte und Kultur der beiden Stämme.

Ihr Name leitet sich von zwei bedeutenden historischen Siedlungen um Champagne Landing 10 (Shadhäla / Shadhäla-Rą) am Dezadeash River (Shadhäla Chù), einem Nebenfluss des Alsek Rivers und um Aishihik (Äshèyi) (größtenteils heute unbewohnt) am Nordufer des Aishihik Lake, aus dem der Aishihik River entspringt, ab. Die meisten von ihnen leben jedoch heute im Verwaltungssitz Haines Junction (Dakwäkäda), einige auch um Klukshu (Łu Ghą); viele Stammesmitglieder wohnen ebenfalls in Whitehorse, der Hauptstadt des Territoriums.
Ihr traditionelles Gebiet erstrecke sich im Entwässerungsgebiet des Yukon Rivers bis in den Nordwesten von British Columbia, wo allein 12.000 der 41.000 km² ihres Gebietes lagen. Ebenfalls einst von Südlichen Tutchone bewohnte Orte wie Kloo Lake (K'üà Män), Klukshu (Łu Ghą) („Fischfangplatz“, da dies ein saisonales traditionelles Fischcamp war), Canyon, Dalton Post (Shäwshe/Shäwshe-Neskatin, wichtiger Fischgrund und Handelsposten der Südlichen Tutchone an der Mündung des Klukshu River (Łu Ghą Chù) in den Tatshenshini River (Shäwshe Chù)), Hutshi/Hutchi Lakes (Chu Yäna Mǟn), Kusawa Lake (Nakhų̄ Mǟn) („Mit dem Floß zu überquerender See“) und Takhini River (Nakhų̄ Chù) (etwa: „Fluss [der aus dem ] mit dem Floß zu überquerenden See [herausfließt]“) sind heute meist unbewohnt oder werden nur noch saisonal bzw. aus traditionellen / kulturellen Gründen aufgesucht.
Häuptling ist Diane Strand, Kathy Van Bibber zählt zu den sechs Räten (Councillors).
Die beiden First Nations – die Kwächä̀l Kwächʼǟn („Champagne First Nation“) und die Äshèyi Kwächʼǟn („Aishihik First Nation“) – zählten im Juli 2020 insgesamt 926 Stammesmitglieder, wovon offiziell 735 zur Champagne First Nation und 191 zur Aishihik First Nation gehören. Die First Nations selbst geben die Mitgliederzahl im Juni 2014 mit 1.257 an. Die beiden First Nations waren eine der ersten, die mit dem Territorium Yukon einen Landrechtevertrag abschlossen. Zudem sind Nachfahren der Chu ʼEna kwächʼǟn/Chu Yena kwächʼǟn („Hutchi/Hutshi Lakes Volk“), der Łughą Kwächʼǟn („Klukshu Volk“) und Łuchʼǟn („Dalton Post Volk“), der Titlʼàt kwächʼǟn („Dezadeash River Volk“) die sich zumeist in Shadhäla („Champagne“) ansiedelten, offiziell Teil der „Champagne First Nation“ und werden nicht separat als eigene First Nation gezählt.
Sprachlich sowie kulturell gehören sie wie die nördlich von ihnen lebenden eng verwandten Nördlichen Tutchone zu den Nördlichen Athabasken; ihre Sprache (manchmal nur als Dialekt/Varietät betrachtet) das Southern Tutchone bzw. Dän kʼè gehört zu den nördlichen athabaskischen Sprachen, wobei sie jeweils die Aishihik und Klukshu-Dialekte (bzw. Subdialekte) sprechen. Da sie jedoch durch die militärisch mächtigen Handelspartner der Chilkat Tlingit kulturell stark beeinflusst wurden, waren viele Südliche Tutchone zweisprachig – daher leiten sich viele heute üblichen Orts- und Flussbezeichnungen ihres Territoriums nicht aus ihrer Sprache ab, sondern sind Anglisierungen aus der Tlingit-Sprache. Beispiele: der Tutchone-Name für den Ort Klukshu als auch für den Klukshu River lautet Łu Ghą („Fischfangplatz“) bzw. Łu Ghą Chù („Fluss am Fischfangplatz“), der heute übliche Name jedoch leitet sich aus dem Tlingit-Wort Ł’ukshù („Ende der Coho-Lachs-Wanderung“) ab und der Klukshu River war einst als „Unahini River“ bekannt, eine Ableitung aus der Tlingit-Bezeichnung als Ghunà-hîni („Fluss der Athabasken“) oder die beiden im Tutchone eng verwandten Ortsbezeichnungen für den Kusawa Lake als Nakhų̄ Mǟn („Mit dem Floß zu überquerender See“) und für den Takhini River als Nakhų̄ Chù (etwa: „Fluss [der aus dem ] mit dem Floß zu überquerenden See [herausfließt]“), jedoch lautet die Tlingit-Bezeichnung für den See Kùsawu.ā („schmaler See“) und für den Fluss T'ahîni („Königslachs-Fluss“).

## Geschichte

### Frühgeschichte
Früheste Lebensgrundlage dürften die Karibuherden gewesen sein, aber auch Elche, Schafe und Murmeltiere, dazu Hasen und Alaska-Pfeifhasen. Dazu kamen Vögel und Fische, vor allem Lachs. Das raue Klima erforderte ein halbnomadisches Leben, bei dem Familien in Frühjahrs- und Sommerlagern zum Fischen zusammenkamen, aber auch im kurzen Herbst, um zu jagen.
Möglicherweise von ihren Handelspartnern, den Tlingit, vor allem den Chilkat, die vorrangig Pelze eintauschten, übernahmen sie Plankenhäuser. Doch die meisten lebten wohl in Unterkünften aus Zweigen, Geäst und Fellen. Auch die Kleidung war dem Klima angepasst.
Schamanen taten sich als Heiler hervor und waren für die Kontaktaufnahme mit spirituellen Mächten zuständig. Sie halfen auch beim Auffinden von Jagdbeute.

### Vom Ende der Eiszeit bis 5000 v. Chr.
Mehr als 10.000 Jahre lebten Menschen im Gebiet der heutigen Champagne and Aishihik First Nations. Das älteste Fundstück ist ein Karibu-Geweihwerkzeug, das auf 9300 v. Chr. datiert werden konnte. Die damaligen Jäger folgten Wollhaarmammuten, Bisons und Pferden, die später ausgestorben sind.
Um 8000 v. Chr. war der überwiegende Teil der Gletscher geschmolzen, doch bedeckten zwei Jahrtausende lang zahlreiche Seen die Region. Wälder etablierten sich nur langsam wieder. Die älteste Werkzeugtradition des Yukon wird nach ihrem ersten Fundort als Northern Cordilleran bezeichnet, einer Gebirgsregion im Norden British Columbias. Die steinernen Projektilspitzen waren recht groß, die Werkzeuge gewann man aus groben Steinen, dazu kamen Stichel. Die Bewohner waren äußerst mobil und trugen nur wenig bei sich.

### Microblades, 5000 bis 3000 v. Chr.
Um 5000 v. Chr. wurden die massiven Werkzeuge durch Kompositwerkzeuge ersetzt, bei denen Knochen, Geweih und vor allem sehr kleine Klingen (microblades) zu Werkzeugen zusammengesetzt wurden.

### Eingekerbte Spitzen
Um 3000 v. Chr. änderte sich die Technik der Werkzeugherstellung. Die Microblades verschwanden und wurden von seitwärts eingekerbten (side-notched) Speerspitzen, sowie einer breiten Palette von Kratzern ersetzt. Erstmals lässt sich die saisonale Wanderung nachweisen, die auf Fischfang basierte. Die jährlichen Laichzüge der Lachse waren etabliert. Diese Phase wird als Northern Archaic tradition bezeichnet.

### Vulkanausbrüche im Gebiet des White River und die späte vorgeschichtliche Periode (ca. 100–1750)
Die Region der Champagne and Aishihik First Nations ist von starkem Vulkanismus geprägt. Im Gebiet des White River, nahe der Grenze von Alaska und Yukon, ereigneten sich um 100 und um 800 n. Chr. zwei der größten Vulkanexplosionen. Der zweiten Katastrophe mit enormen Aschenregen, die wohl das Leben in der Region fast zum Erlöschen brachten, folgte die Late Prehistoric (späte Vorgeschichte) genannte Phase.
Erstmals wurde Kupfer verarbeitet, ein Material, das aus dem White-River-Gebiet weithin gehandelt wurde. Es wurde zu Werkzeugen, wie Ahlen und Pfeilspitzen verarbeitet, aber auch zu Schmuck. Pfeil und Bogen dürften auf den Einfluss der Eskimos zurückzuführen sein.
Obsidian stammte etwa aus den St. Elias Mountains, rote und goldene Achate und weißer Chalcedon kam aus der Gegend von Carmacks und vom Mount Nansen weiter im Westen, die südlichen Tutchone handelten mit verschiedensten Steinarten.
Am 14. August 1999 wurde ein etwa 160 bis 340 Jahre alter Leichnam entdeckt, der aus einem Gletscher im Tatshenshini-Alsek Provincial Wilderness Park ausaperte. Der Leichnam des wohl erfrorenen, etwa 20 Jahre alten Mannes, der auch der „kanadische Eismann“ (analog zum Ötzi) genannt wurde, und der bald den Namen Kwäday Dän Ts’ìnchį (Long Ago Person found) erhielt – aus dem Süd-Tutchone etwa: „Vor langer Zeit gefundene Person“ – und zugehörige Artefakte, wie ein beschnitzter Stock, ein Hut aus Holzfasern und ein Atlatl, dazu ein Ledersäckchen mit essbaren Blättern und Überresten eines Fisches, wurden nach Whitehorse gebracht. Begleitet wurde er von Vertretern der Champagne and Aishihik First Nations, in deren traditionellem Gebiet der Fund gemacht wurde. Der BC Iceman, der Eismann aus British Columbia, wurde auch genetisch untersucht. 240 Angehörige der First Nations ließen ihre Gene vergleichen, und es stellte sich heraus, dass 19 von ihnen mit dem Toten verwandt waren, davon 17 aus dem Wolfs-Clan.

### Erste Europäer und Klondike-Goldrausch
Europäer und Tlingit ermutigten die winterliche Jagd, so dass die Phasen des gemeinsamen Siedelns bei den beiden Tutchone-Stämmen kürzer wurden. Dies förderte wiederum die Zerstreuung der Familien. Das Gebiet der beiden Stämme war eines der wenigen, die noch nicht von Europäern aufgesucht worden waren, denn dies verhinderten die Tlingit, allen voran die Chilkat. Weiter im Norden zerstörten die Chilkoot 1852 einen Handelsposten der Hudson’s Bay Company, um ihr Handelsmonopol zu schützen. Daher kamen auch nur wenige Goldsucher in die Region. Die Chilkat lieferten im Gegenzug essbaren Tang, Körbe aus Holzfasern, Muscheln, aus denen sich Schmuck herstellen ließ, Sklaven, aber auch europäische Handelsgüter und das begehrte Fett des Kerzenfischs (eulachon).
Diese Situation änderte sich mit dem Klondike-Goldrausch ab 1896. Nun kamen über 100.000 Weiße in die Region, doch die Chilkoot und Chilkat monopolisierten nun an ihren Pässen, die die einzigen Zugänge von der Küste nach Dawson darstellten, die Arbeiten, die anfielen für sich. So arbeiteten nur sie als Träger.
Doch bereits 1901 stellten die Indianer nur noch etwas mehr als 10 % der Bevölkerung in Yukon. Der kanadischen Regierung war es nicht nur gelungen, die staatliche Autorität über die Goldgräbermassen aufrechtzuerhalten, sondern sie gewann sie auch zunehmend über die Indianer. Dazu trugen auch Missionare bei.

### Alaska Highway, Landansprüche und Selbstregierung
Haines Junction entstand ab 1942 mit dem Bau des Alaska Highway und diente als Versorgungslager für die bis zu 20.000 Straßenarbeiter. Ab 1943 entstand, vielfach entlang alter Handelsrouten, der Haines Highway, der den Alaska Highway mit dem alaskanischen Haines über den Chilkat Pass verbindet.
Um die Wildbestände vor den Jägern, die mit den Straßenbauten in die Region kamen, zu schützen, wurde das Kluane Game Sanctuary eingerichtet, aus dem 1972 der 22.015 km² große Kluane-Nationalpark hervorging (Aussprache: Klu-ah-nii) Sein Name leitet sich von Lu'An Mün, einem Tutchone-Wort, das „See mit vielen Fischen“ bedeutet, ab. Die Parkverwaltung sitzt in Haines Junction, und der Ort wurde damit zum wichtigsten Zugangspunkt in den Nationalpark.
1973 begann der Kampf der beiden Stämme um ihr Gebiet mit einem Programm von Elijah Smith namens Together Today for our Children Tomorrow, das er dem Premierminister Pierre Elliot Trudeau überreichte. Dave Joe war der Hauptunterhändler der Yukon Indians, des späteren Council of Yukon First Nations. Große Bedeutung hatten dabei auch Harry Allen und Dorothy Wabisca, zudem Häuptling Paul Birckel.
1993 kam es zu einem ersten Abkommen mit vier Stämmen, unter ihnen den Champagne und Aishihik, die seitdem ein Gebiet von 2.427 km² besitzen. Die Champagne and Aishihik First Nations verwalten seit 1995 den Park mit, was auch für den südlich gelegenen Tatshenshini-Alsek Provincial Park gilt.
Neun der elf Mitglieder-Stämme des Council of Yukon First Nations (CYFN) haben inzwischen Verträge über Landansprüche und Selbstregierung abschließen können. Die meisten staatlichen Aufgaben liegen seitdem in ihrer Hand.

## Jüngste Geschichte
1998 verabschiedete der Stamm seine ersten Gesetze zur Einkommensteuer und zur Fischerei. Sie haben seit dem 1. Januar 1999 volle Gültigkeit. Die Indianer gehen zum Teil wieder ihrer traditionellen Jagd- und Fischfangtätigkeit nach, um ihren Lebensunterhalt zu sichern, was ihnen rund fünfzig Jahre lang verboten war.
Am 4. Februar 2009 unterzeichneten Vertreter der First Nation und der Regierung Yukons einen Vertrag, der vorsieht, in den Kindergärten bikulturell zu unterrichten, das heißt die euro-kanadische und die indianische Kultur gleichwertig zu berücksichtigen. Für die Schulen wird derzeit ein entsprechendes Curriculum entwickelt, das den Gebrauch des südlichen Tutchone ausdrücklich ermutigen soll. Im Herbst 2009 beginnt ein entsprechender Unterricht an der „St. Elias School“ in Haines Junction. Seit 2008 werden Verwaltungsangestellte in Kooperation mit dem Yukon College nach den Bedürfnissen der First Nation ausgebildet. Die Zahl der in Ausbildung befindlichen Teilnehmer belief sich im März 2009 auf 30.
Bis 2011 wurde ein Kulturzentrum fertiggestellt, das Da Kų Cultural Centre.